# Листовка-Йоль
Ли́стовка-Йоль (рос. Листовка-Ёль) — річка в Республіці Комі, Росія, ліва притока річки Ілич, правої притоки річки Печора. Протікає територією Троїцько-Печорського району.
Річка протікає на південний захід, північний захід та південний захід.